# エピリゾール
エピリゾール（INN：Epirizole）は、非ステロイド性抗炎症薬である。